# Ielmo Marinho

Ielmo Marinho este un oraș în Rio Grande do Norte (RN), Brazilia.
Localitatea este amplasată la altitudinea de 65 m, are o suprafață de 314,8 km², o populație de 9.369 de locuitori, cu o densitate de 29,76 loc./km².   Arhivat în 3 februarie 2007, la Wayback Machine.